# Belo Horizonte Rugby Clube
O Belo Horizonte Rugby Clube é um clube de rugby da cidade de Belo Horizonte, Minas Gerais, Brasil. Fundado no dia 30 de outubro de 2003.

## História
O clube iniciou suas atividades na Universidade Federal de Viçosa, há mais de 20 anos. Mas conforme os alunos-jogadores terminavam os seus cursos, saiam da universidade, assim não demorou muito para o time se extinguir. Em 1998, os jogadores voltaram a se reunir, chegando a participar de um campeonato em São Paulo. Mas foi somente em Belo Horizonte, a partir de 2003, que o time ganhou impulso, culminando no surgimento do BH Rugby.
O reinício coincidiu com a chegada de estudantes e profissionais estrangeiros que vivem na cidade, fator essencial para o crescimento do time. Atualmente o BH Rugby conta com mais de 100 atletas, que se dividem entre os times adulto masculino, adulto feminino, juvenil masculino e infantil masculino.
Em 2007 o Belo Horizonte Rugby Clube consagrou-se ao conquistar Copa do Brasil e repetiu o feito em 2009.
Em  2010  tornou-se  o  primeiro campeão mineiro de rugby, e reconfirmado em 2011 como bicampeão. 2012 como tricampeão e em 2013 tetracampeão mineiro.
Em janeiro de 2015, o clube foi declarado como utilidade pública da capital mineira pelo então vereador pelo PSB (que na época era o partido governista da cidade de Belo Horizonte) e atual presidente do Atlético Mineiro, Daniel Nepomuceno.

## Categorias

### Adulto Masculino
O time adulto masculino atua como um dos grandes representantes de Minas Gerais desde sua criação. O BH ja disputou o campeonato Super 3 (2004), o Campeonato Brasileiro da 2a divisão (2005), da Copa do Brasil (2006 e 2007), Campeonato Fluminense (2006, 2007 e 2008 - time convidado) e o Campeonato Brasileiro da 1ª Divisão (2008, 2011, 2012 e 2013), Taça Tupi (2014, 2015, 2016 e 2017), atualmente treina Uni-BH Buritis, em Belo Horizonte, às 3ª, 5ª e sábados.

### Adulto Feminino
O time feminino, formado em novembro de 2005, já disputou amistosos contra o SPAC Rugby e também contra as equipes cariocas: Niterói Rugby, UFF Rugby, Rio Rugby e Búzios Rugby, além de partidas oficiais contra outros times. Em Setembro de 2006 conquistou seu primeiro título ao vencer o “Campeonato da Independência de 7-a-side”, em Varginha. Tendo participado do SPAC Lions (2006 e 2007), uma das mais importantes competições do Rugby feminino no Brasil, e do Campeonato Paulista de Rugby Feminino (2007) o time vem crescendo cada vez mais. O que resultou, em Outubro de 2007, na conquista do Torneio de 7-a-side de São José dos Campos, a primeira etapa do Circuito Brasileiro da modalidade.
Em 2015, o time feminino conquistou o 1º Lugar na etapa de Florianópolis do torneio brasileiro Super Sevens.

### Juvenil Masculino
O ano de 2006 marcou também a criação do time juvenil. Com treinos específicos e direcionados para essa categoria, o número de atletas vem aumentando gradativamente. O primeiro jogo amistoso do time juvenil aconteceu ainda no ano de 2006, contra o Rio Branco Rugby, em Belo Horizonte. Desde então o time fez outros amistosos, jogando contra Niterói Rugby, Três Corações Rugby, Curitiba Rugby e outros. Ainda em 2007 participou do Torneio de 7-a-side de São José dos Campos, na categoria adulta, e foi campeão da Taça de Prata do SPAC Lions na categoria juvenil. Em 2012 a maioria da seleção M-19 Mineira que disputou a Copa Cultura Inglesa era formada por jogadores do BHR, onde é treinada por Francisco Machado e Alonso, em 2013 o BHR Juvenil foi vice-campeão da copa cultura inglesa de rugby sevens de atletas ate 16 anos.

## Títulos
Categoria Adulto Masculino
- Copa do Brasil de Rugby campeão 2 vezes (2007, 2009)
- Campeonato Mineiro de Rugby campeão 10 (dez) vezes (2010 a 2019)
- Campeonato Fluminense de Rugby vice-campeão 3 vezes (2006, 2007, 2008)
- Super3 campeão (2004)

Categoria Adulto Feminino
- Circuito Brasileiro de Rugby Sevens Etapa São José dos Campos campeão 1 vez (2008)
- Torneio da Independência campeão 1 vez (2006)

Categoria Juvenil Masculino
- São Paulo Lions International Seven's Rugby Cup campeão taça-prata 1 vez (2007)
- 1ª Copa Cultura Inglesa de Rugby Seven's M-16 vice-campeão 1 vez (2013)